# Кожушко Марія Степанівна
Марія Степанівна Кожушко (нар. 17 травня 1942, село Горобії Полтавської області — 31 липня 2018, село Пушкіне Джанкойського району Автономної Республіки Крим) — українська радянська діячка, бригадир-овочівник колгоспу «Заповіт Леніна» Джанкойського району Кримської області. Депутат Верховної Ради УРСР 10—11-го скликань.

## Біографія
Освіта середня.
З 1962 року — бригадир-овочівник колгоспу «Заповіт Леніна» Джанкойського району Кримської області.
Потім — на пенсії.

## Нагороди
- ордени
- медалі